# Nora Mebarek
Nora Mebarek (nascida em 22 de julho de 1972) é uma política francesa do Partido Socialista (PS) que é deputada ao Parlamento Europeu desde fevereiro de 2020.

## Carreira política
Mebarek concorreu às eleições legislativas francesas de 2017 no 16º distrito eleitoral de Bouches-du-Rhône, uma cadeira com um parlamentar socialista em exercício que estava a demitir-se. Ela ficou em 5º lugar na primeira volta e foi eliminada. A vaga foi conquistada na segunda volta por Monica Michel, da La République En Marche!.
Mebarek concorreu às eleições de 2019 para o Parlamento Europeu na França. Ela foi colocada em 6º lugar na lista do PS - PP - ND e, portanto, não foi eleita imediatamente, mas garantiu uma cadeira entre as cadeiras britânicas que foram redistribuídas depois de o Reino Unido ter deixado a União Europeia. Ela ocupou o seu assento no Parlamento Europeu após o Brexit.
No parlamento, Mebarek atua no Comité de Desenvolvimento Regional. Para além das suas atribuições nas comissões, faz parte da delegação do Parlamento para as relações com os países do Maxerreque.